# Dimitri Bissiki
Dimitri Davy Magnoléké Bissiki (* 17. března 1991) je konžský fotbalový obránce a reprezentant, v současnosti působí v klubu AC Léopards.

## Klubová kariéra
Svou fotbalovou kariéru začal v konžském klubu AC Léopards.

## Reprezentační kariéra
V A-mužstvu Konžské republiky debutoval v roce 2012.
Zúčastnil se Afrického poháru národů 2015. Na turnaji bylo Kongo vyřazeno ve čtvrtfinále Demokratickou republikou Kongo poměrem 2:4, ačkoli vedlo 2:0.